# Nemosinga
Nemosinga là một chi nhện trong họ Araneidae.